# Hadronyche walkeri
Hadronyche walkeri is een spinnensoort uit de familie Atracidae. De soort komt voor in New South Wales.